# エリクソンサイクル

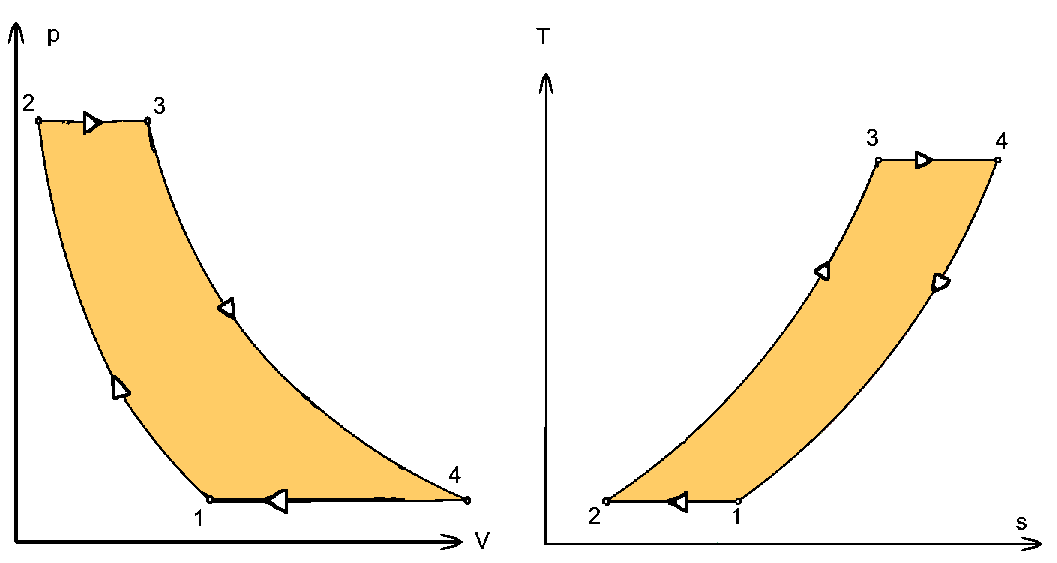
エリクソンサイクルのp-V線図とT-S線図

エリクソンサイクル（英: Ericsson cycle）は、熱力学サイクルの一種。エリクソンサイクルは等温圧縮、等圧加熱、等温膨張、等圧冷却の4つの過程で成り立っている。
これに類似したものとしてガスタービンエンジンの理論サイクルであるブレイトンサイクルが存在するが、こちらは圧縮と膨張の過程が異なっている。
名前の由来はアメリカの技術者ジョン・エリクソンから。